# Kevin Joyce
Kevin Joyce, né le 27 juin 1951 à Bayside, dans l'État de New York, est un ancien joueur américain de basket-ball. Il évolue au poste d'arrière.

## Palmarès
- Finaliste des Jeux olympiques 1972